# Elsa Leipen
Elsa Leipen (* 30. April 1876 in Wien als Elsa Sachs; † 12. Juli 1957 in Queens) war eine österreichisch-US-amerikanische Schriftstellerin.

## Leben
Leipen, eine Schwester von Hanns Sachs, verfasste zwischen 1930 und 1936 mehrere Novellen und Romane.
Sie war mit Gustav Leipen, einem Rechtsanwalt, verheiratet. Das Ehepaar war jüdischer Herkunft und musste nach dem „Anschluss“ über England in die Vereinigten Staaten flüchten, wo beide in schwierigen wirtschaftlichen Verhältnissen in Boston lebten. 1944 erhielt Leipen die US-amerikanische Staatsbürgerschaft. Im Exil korrespondierte sie mit Thomas Mann.

## Werke
- Zwei Freunde. Novellen. 1930.[6]
- Entlarvt. Novellen. 1930.[6]
- Stilles Osterfest. Novellen. 1934.[6]
- Sylvia. Roman. 1934.[6]
- Wohltat des Lebens. Roman. Augartenverlag, Wien 1934.
- Sampe mati. Roman aus zwei Weltteilen. Krystall, Wien 1936.